# Кеневич, Стефан
Сте́фан Кене́вич (20 сентября 1907, дер. Дорошевичи (ныне Гомельская область, Белоруссия) — 2 мая 1992, Констанцин-Езёрна, Польша) — польский историк-архивист и педагог, специалист по истории XIX века в Польше. Доктор наук (1934), профессор Варшавского университета (1949). Действительный член Польской академии наук. Лауреат Государственных премий ПНР.

## Биография
Шляхетского происхождения. Представитель знаменитой литовской семьи Киневичей, герба Равич, из Мозырского уезда. В 1925 году окончил престижную гимназию в Варшаве, затем Познанский университет в 1930 г. Ученик М. Гандельсмана.
В 1937—1944 годах работал в Казначейском государственном архиве в Варшаве. Участник антифашистского сопротивления в годы Второй мировой войны.
Работал в Бюро информации и пропаганды Главного штаба подпольной Армии Крайовой. Участвовал в Варшавском восстании 1944 года, был ранен, был схвачен фашистами и содержался в концлагерях Вюртемберга, Бадена и Дахау, где оставался до освобождения.
После окончания войны, поступил в Институт истории Варшавского университета. После работал преподавателем в университетах Варшавы и Кракова. В 1953—1968 годах — сотрудник Института истории Польской академии наук. В 1965 году стал членом-корреспондентом Польской академии наук, в 1970 году — действительным членом ПАН.
Был членом и председателем Комитета исторических наук Польской академии наук (1969—1984). Член Польского исторического общества (с 1974 года — почётный член) и Венгерской академии наук (с 1975 года — иностранный член ВАН). Член редакционной коллегии журнала «Przegląd Historyczny» (Исторический обзор).
Отец историка Яна Кеневича.

## Научная деятельность
Специализировался на истории Польши в XIX веке.
Наставник нескольких поколений польских историков, его взгляды на последние два века польской истории остаются значимыми и в современных научных работах.
Автор более 500 научных работ. Основные труды по истории польского общественного движения XIX века. Один из основных авторов и редакторов 2-го тома «Истории Польши» и многотомной советско-польской публикации документов «Восстание 1863».
Труды историка трижды отмечены Государственной премии ПНР (1952, 1964, 1978).

## Избранные публикации
- Społeczeństwo polskie w powstaniu poznańskim 1848 r. (1935)
- Adam Sapieha (1939)
- Ruch chłopski w Galicji w 1846 r. (1951)
- Konspiracje galicyjskie. 1831—1845, Warsz., (1950)
- Ruch chlopski w Galicji w 1846 roku, Wr. (1951)
- Sprawa włościańska w powstaniu styczniowym, Wr. (1953)
- Samotnik brukselski. Opowieść о Joachimie Leiewelu, Warsz. (1960)
- Społeczeństwo polskie w powstaniu Poznańskim 1848 roku, Warsz (1960)
- Między ugoda a rewolucja…, Warsz. (1962)
- Historia Polski 1795—1918 (1968)
- Powstanie styczniowe, Warszawa (1972), ISBN 83-01-03652-4.
- Przesłanki rozwoju nauki polskiej w okresie międzypowstaniowym, «Studia i materiały z dziejów nauki polskiej», Seria E, Z.5, (1973)
- Warszawa w powstaniu styczniowym, Warszawa (1983), ISBN 83-214-0303-4
- Кеневич С. Лелевель / Пер. с польск. — М.: Молодая гвардия, 1970. — (ЖЗЛ)

## Награды
- Медаль 10-летия Народной Польши (1955)
- Кавалерский крест Ордена Возрождения Польши (1954)
- Офицерский крест Ордена Возрождения Польши (1958)
- Командорский крест Ордена Возрождения Польши (1973)
- Золотой Крест Заслуги (Польша) (1978)
- Орден «Знамя Труда» 1 степени (1980)
- Командорский крест со звездой Ордена Возрождения Польши(1990)
- Премия Варшавского научного общества (1931)
- Премия Польской академии знаний (1939)
- Премия Польской академии знаний 2 степени (1948)
- Государственная премия за достижения в области науки, технического прогресса и искусства ПНР 2 степени (1949)
- Государственная премия ПНР III степени (1952)
- Государственная премия за достижения в области науки ПНР 2 степени (1955)
- Государственная премия ПНР II степени (1964)
- Государственная премия ПНР I степени (1978)
- Заслуженный педагог Польской Народной Республики (1978)
- Почётный доктор Университета Марии Склодовской-Кюри